# 石川武 (法学者)
石川 武（いしかわ たけし、1927年-）は、日本の法学者、歴史学者。専門は西洋史及び西洋法制史。法学博士（北海道大学）。名誉文学博士（ベルリン自由大学）。北海道大学名誉教授。元拓殖大学北海道短期大学学長。北海道室蘭市出身。

## 経歴
- 1952年 - 北海道帝国大学文学部卒業。同年、文学部助手就任。
- 1956年 - 北海道大学法学部助教授就任。
- 1962年 - 同法学部教授就任。
- 1971年 - 同法学部長・北海道大学評議員就任。
- 1983年 -法学博士（北海道大学）（学位論文「序説中世初期の自由と国家 : 国王自由人学説とその問題点」）。
- 1988年 - 同学生部長・北海道大学評議員就任。
- 1991年3月 - 北海道大学停年退官。
- 1991年4月 - 同名誉教授就任。札幌学院大学法学部客員教授就任（ - 1992年7月）。
- 1991年12月 - 拓殖大学北海道短期大学学長就任。
- 1997年06月 - 同学長退任。同農業経済科教授就任。
- 1998年03月 - 拓殖大学北海道短期大学退職。
- この他、札幌短期大学英文科（1952年 - 1956年）、ベルリン自由大学客員講師（1958年 - 1960年、1976年 - 1977年、1984年 - 1985年）や北海道教育大学教育学部旭川本校、北海学園大学法学部、札幌学院大学法学部（1983年 - 1990年、1998年 - 2004年）などの非常勤講師も務めた。

## 受賞歴
- フンボルト賞（1989年）

## 著書

### 単著
- 『序説・中世初期の自由と国家 : 国王自由人学説とその問題点』（創文社、1983年）

### 訳書
- 久保正幡編『中世の自由と国家 : 西洋中世前期国制史の基礎的諸問題』（創文社、1963年上巻・1969年下巻）
- H.ヘルビック著：成瀬治と共訳『ヨーロッパの形成 : 中世史の基本的諸問題』（岩波書店、1970年）
- オットー・ブルンナー著：石井紫郎・小倉欣一・成瀬治・平城照介・村上淳一・山田欣吾と共訳『ヨーロッパ : その歴史と精神』（岩波書店、1974年）
- アイケ・フォン・レプゴウ著：久保正幡・直居淳と共訳『ザクセンシュピーゲル・ラント』（創文社、1977年）
- ハンス・ティーメ著：久保正幡監訳『ヨーロッパ法の歴史と理念』（岩波書店、1978年）
- K・クレッシェル著：石川監訳『ゲルマン法の虚像と実像 : ドイツ法史の新しい道』（創文社、1989年）
- マルク・ブロック著・堀米庸三監訳『封建社会』（岩波書店、1995年）

## 門下生
和田卓朗 - 元大阪市立大学法学部教授